# فريتز إيبرهارد
فريتز إيبرهارد (بالألمانية: Fritz Eberhard)‏ هو مقاوم ونقابي وصحفي وسياسي ألماني، ولد في 2 أكتوبر 1896 في درسدن في ألمانيا، وتوفي في 30 مارس 1982 في برلين في ألمانيا. حزبياً، نشط في الحزب الديمقراطي الاجتماعي الألماني وInternationaler Sozialistischer Kampfbund ‏.

## روابط خارجية
- فريتز إيبرهارد على موقع مونزينجر (الألمانية)